# The Game Plan
The Game Plan (No Brasil, Treinando o Papai e em Portugal, Pai, jogas?) é um filme de comédia familiar norte americano, dirigido por Andy Fickman, produzido pela Walt Disney Pictures e estrelado por Dwayne "The Rock" Johnson e Madison Pettis. Este filme foi o último filme em que Johnson usa seu nome de ringue "The Rock", e o último filme a ser distribuído pela Buena Vista Pictures, devido à Disney aposentar o nome no final de 2007. O filme estreou em 28 de setembro de 2007 nos Estados Unidos e 11 de abril de 2008 no Brasil.

## Sinopse
Joe Kingman (Dwayne Johnson) é um famoso quarterback da equipe de Boston, que está em plena disputa do campeonato. Joe é um solteiro convicto, que gosta de usufruir da fama e da riqueza que possui, além de sempre comemorar suas vitórias com os amigos do time e aproveitar o carinho de suas várias fãs. Até que certo dia, uma menina de 8 anos chamada Peyton (Madison Pettis), bate a sua porta, dizendo ser sua filha, que até então Joe não sabia que existia, resultado de um último encontro com sua ex-esposa. Peyton passa a morar com Joe, o que faz com que ele tenha que se dividir entre treinos, festas e aulas de balé clássico, além de outras atividades as quais não estava acostumado.

## Elenco
- Estúdio: Delart (RJ)
- Mídia: Cinema / DVD / TV Paga / Televisão (Globo)
- Direção e Tradução: Manolo Rey

| Ator            | Papel                                     | Dublagem                 |
| --------------- | ----------------------------------------- | ------------------------ |
| Dwayne Johnson  | Joe Kingman                               | Guilherme Briggs         |
| Madison Pettis  | Peyton Kelly                              | Bruna Laynes             |
| Roselyn Sanchez | Monique Vasquez                           | Mabel Cezar              |
| Kyra Sedgwick   | Stella Peck                               | Carla Pompílio           |
| Kate Nauta      | Tatianna                                  | Priscila Amorim          |
| Paige Turco     | Karen Kelly                               | Andréa Murucci           |
| Hayes MacArthur | Kyle Cooper                               | Ettore Zuim              |
| Brian J. White  | Jamal Webber                              | Paulo Vignolo            |
| Jamal Duff      | Clarence Monroe                           | Jorge Vasconcellos       |
| Morris Chestnut | Travis Sanders                            | Ronaldo Júlio            |
| Gordon Clapp    | Treinador Mark Maddox                     | Carlos Roberto           |
| Robert Torti    | Samuel Blake, Jr., dono da Funny's Burger | Márcio Simões            |
| Jackie Flynn    | Larry, porteiro                           | Cláudio Galvan           |
| Lauren Storm    | Cindy, babá                               | Iara Riça                |
| Marv Albert     | Ele Mesmo                                 | Mauro Ramos              |
| Boomer Esiason  | Ele Mesmo                                 | Mário Cardoso            |
| Stuart O. Scott | Ele Mesmo                                 | Duda Espinoza            |
| Locutor         |                                           | Reinaldo Buzzoni (Globo) |

## Ficha técnica
- Gênero: Comédia
- Ano: 2007
- Duração: 110 minutos
- Origem: EUA
- Distrubuidora: Buena Vista Pictures
- Direção: Andy Fickman
- Roteiro: Nichole Millard e Kathryn Price, baseado em estória de Audrey Wells, Kathryn Price e Nichole Millard
- Produção: Mark Ciardi e Gordon Gray
- Música: Nathan Wang
- Fotografia: Greg Gardiner
- Site: The Game Plan - Disney

## Produção
The Game Plan foi filmado em torno da área de Boston, Massachusetts. O filme também foi filmado em três estádios em todo o país: Gillette Stadium em Foxboro, Mile High Stadium in Denver, e Sun Devil Stadium no Arizona.
O personagem de Johnson tem aulas de balé em que o filme foi um aceno indireto para wide receiver Lynn Swann da Pro Football Hall of Fame, que teve aulas de balé durante sua carreira na NFL com o Pittsburgh Steelers. Swann mais tarde trabalhou como repórter da ABC e ESPN de propriedade da Disney. Swann deixou Disney para uma carreira na política, enquanto The Game Plan estava em pré-produção.
A produção teve que ser adiada por vários meses após Dwayne Johnson romper o tendão de Aquiles durante um treino de futebol americano.
Dwayne Johnson declarou que este é o último filme em que seria creditado como The Rock.
Possui várias referências a Elvis Presley, incluindo canções e cartazes. Esta foi uma ideia do diretor Andy Fickman e de Dwayne Johnson, ambos fãs do cantor.
Ambos Dawayne Jonhson e Andy Fickman trabalhariam juntos novamente em Race to Witch Mountain.
Apesar do filme ter sido rodado em Super 35, pode ser visto nos créditos finais a frase Filmed in Panavision.
Na cena em que Joe está com os amigos e esta mudando os canais, um deles pode ser visto o Disney Channel onde está passando Hannah Montana. E também à presença de Zack & Cody: Gêmeos em Ação.

## Recepção
O filme tem uma classificação de 28% 'podre' dos críticos no Rotten Tomatoes. Produzido a um custo estimado de US$22 milhões, o filme arrecadou $90,648,202 no mercado americano e $55,942,785 no mercado estrangeiro e $50,643,312 trazido de vendas de DVDs, em sua estadia na 50 chart Top, vendas produzindo uma bruta total de $197,234,299, claramente torna este filme um empreendimento rentável para a Disney. Abriu-se em #1 na bilheteria com $22,950,971 em seu primeiro fim de semana em 3,103 cinemas e uma média de 7,396 dólares por local. Fechou-se em 18 de fevereiro de 2008, com um produto interno bruto final de $90,648,202.

## Home media
The Game Plan foi lançado em Disney DVD e Disney Blu-ray em 22 de janeiro de 2008. Até 27 de abril de 2008, aluguel de DVD para The Game Plan foram capazes de permanecer no 50 chart Top, ao ganhar mais de $48 milhões. As características especiais incluem cenas deletadas, erros de gravação e comentários em áudio.